# Santalum fernandezianum
Santalum fernandezianum, також відомий як Чилійський сантал, - вид рослини з родини Санталові. Рослина була ендеміком островів Хуан-Фернандес, розташованих біля узбережжя Чилі. Востаннє рослину бачив у 1908 році Карл Скоттсберг. Цей вид був винищений через його ароматичну деревину.